# بيت الوادي (أفلح الشام)

تعديل مصدري - تعديل

بيت الوادي هي إحدى قرى عزلة بني حربي بمديرية أفلح الشام التابعة لمحافظة حجة، بلغ تعداد سكانها 52 نسمة حسب تعداد اليمن لعام 2004.